# Psammus
Psammus war laut Herodot bzw. Kenneth A. Kitchen der 3. Pharao der 23. Dynastie nach Osorkon IV. Seine Regierungszeit wird um 722/30–712 v. Chr. angesetzt.
Weitere Namen dieses Pharaos sind Psametich (nach Herodot) oder Psammis. Nach Psammus könnte es nach Africanus noch in dieser 23. Dynastie einen weiteren Pharao namens Zet (Setnacht = Zet = Sethoos?) gegeben haben.
Insgesamt ist nur wenig über diesen Pharao bekannt. Er wurde als Kind Pharao, starb, bevor er erwachsen wurde und soll in Tanis geherrscht haben. Aus seiner kurzen Regierungszeit wird nur von einer Fahrt nach dem heutigen Äthiopien berichtet.